# فهرست شرکت‌های هواپیمایی با بیش از ۱۰۰ مقصد
این مقاله شامل فهرست شرکت‌های هواپیمایی با بیش از ۱۰۰ مقصد است.
| #  | شرکت هواپیمایی            | تعداد مقصدها | توضیحات                  | کشور مبدأ           |
| -- | ------------------------- | ------------ | ------------------------ | ------------------- |
| ۱  | یونایتد ایرلاینز          | ۳۵۷          |                          | ایالات متحده آمریکا |
| ۲  | امریکن ایرلاینز           | ۳۵۰          |                          | ایالات متحده آمریکا |
| ۳  | ایر کانادا                | ۳۵۰          |                          | کانادا              |
| ۴  | دلتا ایرلاینز             | ۳۰۶          |                          | ایالات متحده آمریکا |
| ۵  | ترکیش ایرلاینز            | ۳۰۲          |                          | ترکیه               |
| ۶  | هواپیمایی شرقی چین        | ۲۱۷          |                          | چین                 |
| ۷  | لوفت‌هانزا                 | ۲۱۱          | شامل لوفت‌هانزا رجینال    | آلمان               |
| ۸  | هواپیمایی جنوبی چین       | ۲۰۸          |                          | چین                 |
| ۹  | رایان‌ایر                  | ۲۰۵          |                          | جمهوری ایرلند       |
| ۱۰ | ایر فرانس                 | ۲۰۱          |                          | فرانسه              |
| ۱۱ | بریتیش ایرویز             | ۱۸۳          |                          | بریتانیا            |
| ۱۲ | هواپیمایی امارات          | ۱۵۵          |                          | امارات متحده عربی   |
| ۱۳ | الیجنت ایر                | ۱۷۷          |                          | ایالات متحده آمریکا |
| ۱۴ | ویولینگ                   | ۱۶۳          |                          | اسپانیا             |
| ۱۵ | هواپیمایی قطر             | ۱۵۰          |                          | قطر                 |
| ۱۶ | اس۷ ایرلاینز              | ۱۴۹          |                          | روسیه               |
| ۱۷ | کاال‌ام                    | ۱۴۵          |                          | هلند                |
| ۱۸ | ویز ایر                   | ۱۴۴          |                          | مجارستان            |
| ۱۹ | گارودا ایندونزیا          | ۱۳۳          |                          | اندونزی             |
| ۲۰ | نروجین ایر شاتل           | ۱۳۲          |                          | نروژ                |
| ۲۱ | فن‌ایر                     | ۱۳۲          |                          | فنلاند              |
| ۲۲ | آسترین ایرلاینز           | ۱۳۰          |                          | اتریش               |
| ۲۳ | آئروفلوت                  | ۱۲۹          |                          | روسیه               |
| ۲۴ | کورین ایر                 | ۱۲۷          |                          | کره جنوبی           |
| ۲۵ | لاین ایر                  | ۱۲۶          |                          | اندونزی             |
| ۲۶ | ایزی‌جت                    | ۱۲۴          | شامل EasyJet Switzerland | بریتانیا            |
| ۲۷ | هواپیمایی اتیوپی          | ۱۲۳          |                          | اتیوپی              |
| ۲۸ | هواپیمایی اسکاندیناوی     | ۱۱۹          |                          | دانمارک، نروژ، سوئد |
| ۲۹ | آلاسکا ایرلاینز           | ۱۱۸          | شامل ویرجین آمریکا       | ایالات متحده آمریکا |
| ۳۰ | اویانکا                   | ۱۱۷          |                          | کلمبیا              |
| ۳۱ | هاینان ایرلاینز           | ۱۱۰          |                          | چین                 |
| ۳۲ | پگاسوس ایرلاینز           | ۱۰۳          |                          | ترکیه               |
| ۳۳ | سوئیس اینترنشنال ایرلاینز | ۱۰۲          |                          | سوئیس               |
| ۳۴ | جت‌بلو                     | ۱۰۱          |                          | ایالات متحده آمریکا |
| ۳۵ | ساوت‌وست ایرلاینز          | ۱۰۰          |                          | ایالات متحده آمریکا |